# Rodovia Marechal Rondon
A Rodovia Marechal Rondon ou anteriormente Via Marechal Rondon é uma rodovia radial do estado de São Paulo, sendo o maior trecho da SP-300.

## Descrição
Seu traçado é na direção oeste do estado, recebe este nome no município de Itu, ligando municípios como Porto Feliz, Tietê, Laranjal Paulista, Conchas, Botucatu, São Manuel, Areiópolis, Lençóis Paulista, Agudos, Bauru, Pirajuí, Cafelândia, Lins, Promissão, Penápolis, Glicério, Coroados, Birigui, Araçatuba, Guararapes, Valparaíso, Mirandópolis, Andradina, e termina em Castilho, na divisa com o estado de Mato Grosso do Sul.
É administrada em toda a sua extensão por três concessionárias:
- Rodovias das Colinas (Itu a Tietê);
- Rodovias do Tietê (Tietê a Bauru);

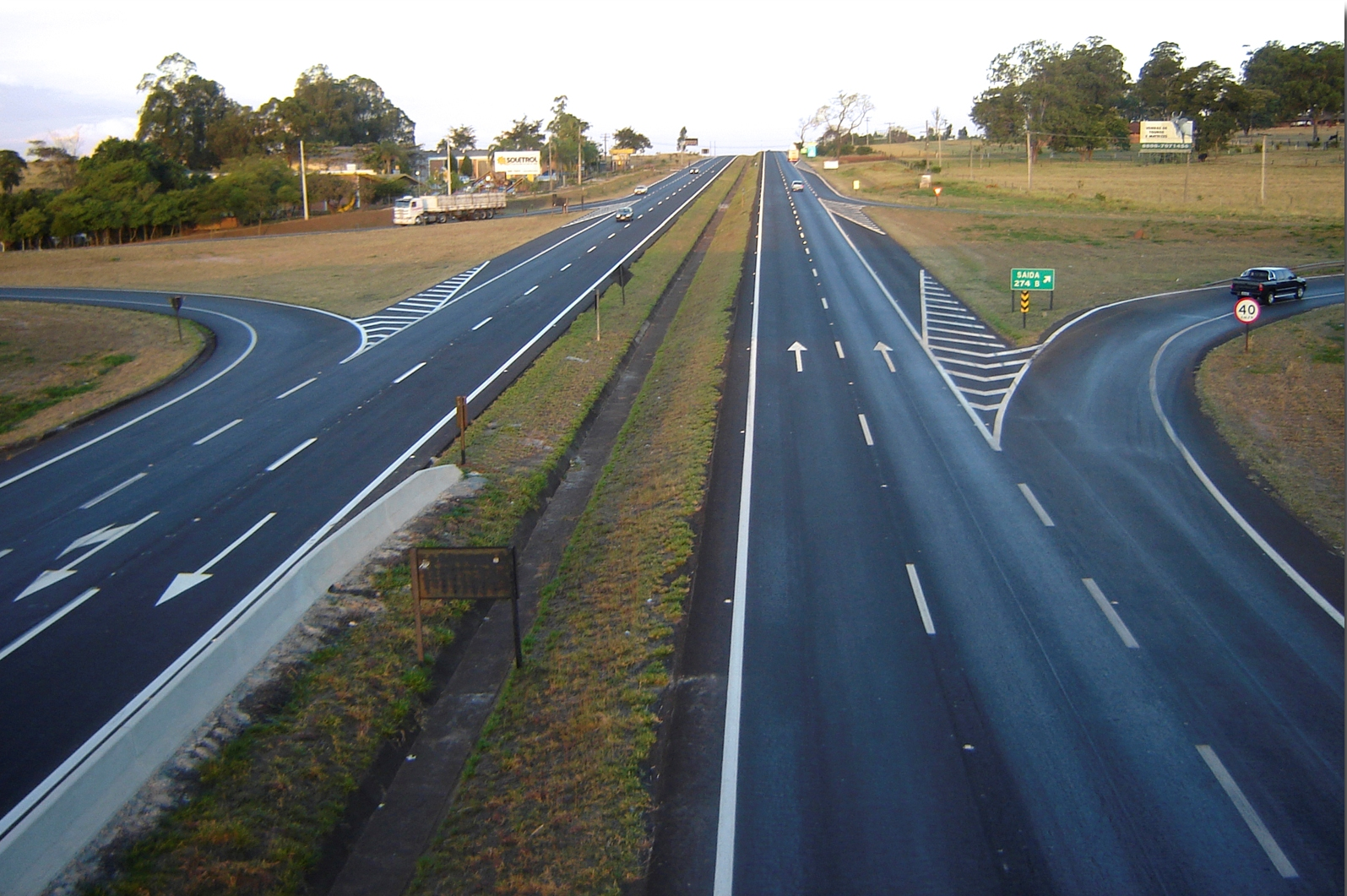
Marechal Rondon próxima ao município de São Manuel.

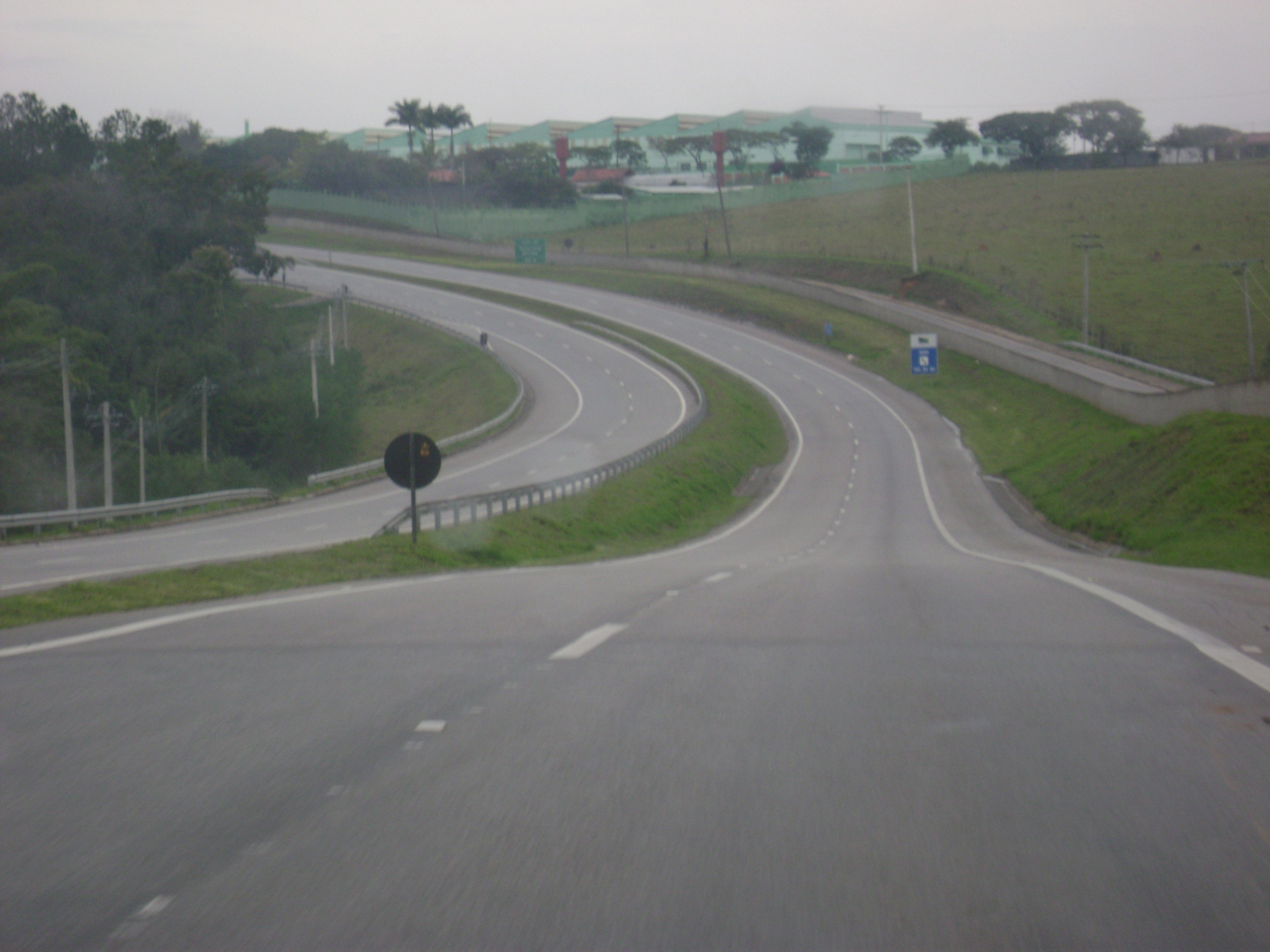
Marechal Rondon próxima ao município de Porto Feliz.

- Via Rondon (Bauru a Castilho).

## Características

### Localidades atendidas
O trajeto da Rodovia Marechal Rondon cruza os seguintes municípios e distritos, todos no estado de São Paulo.
- Itu
- Porto Feliz
- Tietê
- Cerquilho
- Jumirim
- Laranjal Paulista
- Conchas
- Botucatu
- São Manuel
- Aparecida de São Manuel
- Lençóis Paulista
- Borebi
- Agudos
- Bauru
- Tibiriçá
- Nogueira
- Avaí
- Guaricanga
- Presidente Alves
- Pirajuí
- Guarantã
- Cafelândia
- Lins
- Guaiçara
- Promissão
- Penápolis
- Glicério
- Coroados
- Birigui
- Araçatuba
- Guararapes
- Valparaíso
- Lavínia
- Mirandópolis
- Guaraçaí
- Murutinga do Sul
- Andradina
- Castilho

### Relato descritivo rodoviário
- km 109 A - início da rodovia Marechal Rondon em Itu; saída para Salto (12 km); Indaiatuba (30 km); Campinas (52 km) via Rodovia Dep. Archimedes Lammoglia (SP-075);
- km 109 B - Saída para Sorocaba (36 km); Rodovia Castello Branco via Rodovia Dep. Archimedes Lammoglia (SP-075)
- km 129 - Acesso Av. Mário Covas/Av. Mons. Seckler (Porto Feliz)
- km 131 - Estrada Bairro do Palmital/Retorno (Porto Feliz)
- km 132 - Acesso a Porto Feliz (Centro) e Sorocaba (36 km) via Rodovia Dr. Antônio Pires de Almeida (SP-097)
- km 136 - Pedágio Porto Feliz (AB Colinas)
- km 138 - Acesso a Boituva (17 km) via Rodovia Vicente Palma (SP-129)
- km 157 - Acesso a Rafard (25 km) e Capivari (28 km) via Rodovia Dr. João José Rodrigues (SP-113); Av. Prof. Oswaldo Rodrigues de Moraes (Tietê)
- km 158 - Saída para Tietê (Centro); fim do trecho sob concessão da AB Colinas
- km 159 A - Saída para Saltinho (33 km); Piracicaba (46 km) via Rodovia Cornélio Pires (SP-127)
- km 159 B - Saída para Cerquilho (8 km); Rodovia Castello Branco; Tatuí (32 km) via Rodovia Pref. Antônio Romano Schincariol (SP-127)
- km 160 - Início do trecho sob concessão da Rodovias do Tietê (Tietê)
- km 168 - Saída para Jumirim
- km 171,7 - Ponte sobre o rio Sorocaba (Laranjal Paulista)
- km 172,5 - Acesso a Laranjal Paulista (Rua Gov. Pedro de Toledo)
- km 175 - Acesso a Laranjal Paulista (Rua Duque de Caxias)
- km 175,5 - Acesso a Laranjal Paulista (Av. Cesário Carlos de Almeida)
- km 176,5 - Acesso a Laranjal Paulista (Av. Pref. Hermelindo Pillon)
- km 178 - Saída para bairros Morro Alto/Morro Vermelho/Itapuá/Distrito de Laras (Laranjal Pta.)
- km 178,2 - Polícia Militar Rodoviária
- km 180 - Distrito de Maristela (Laranjal Paulista)
- km 189 - Saída para Pereiras (7 km) e Cesário Lange (22 km); acesso à Rodovia Castello Branco via Rod. Floriano de Camargo Barros (SP-143)
- km 192,1 - Pedágio Conchas (Rodovias do Tietê)
- km 193 - Acesso a Conchas (Av. Gregório Marcos Garcia)
- km 194 - Acesso a Conchas (Av. João Pastina)
- km 218,2 - Saída para Pirambóia (Anhembi)
- km 224 - Saída para Anhembi (24 km) via Rodovia Pref. Antônio José Pinto (SP-147)
- km 225,2 - Serviço de Atendimento ao Usuário (Rodovias do Tietê)
- km 226,5 - Saída para Bofete (21 km) e Rodovia Castello Branco (31 km) via Rodovia Lázaro Cordeiro de Campos (SP-147)
- km 228,2 - Pedágio Anhembi (Rodovias do Tietê)
- km 240,4 – Saída para Pardinho (17 km) via Estrada Antônio Vicentini (vicinal)
- km 245,4 - Acesso a Cohab 1/Parque dos Pinheiros (Botucatu)
- km 247 - saída para SESI (Botucatu)
- km 248 - Acesso a Jardim Palos Verdes; Parque São Domingos; Rodovia Gastão Dal Farra; Rua Amando de Barros (Botucatu)
- km 249 A - Acesso a Botucatu (Av. Prof. José Pedretti Neto; Centro)
- km 249 B - Saída para Jardim Marajoara; Vila Real; Shopping Park Botucatu; Itatinga (31 km); São Paulo (230 km) via Rodovia João Hypólito Martins (SP-209); acesso à Rodovia Castello Branco
- km 251 - Saída para Botucatu (Av. Dr. Vital Brasil/Rodoviária/Rubião Jr./Unesp)
- km 254 A -  Acesso a Botucatu (Av. Dep. Dante Delmanto/Vila Paulista/Jardim Continental/Vila Antártica)
- km 254 B - Saída para Rubião Jr./Unesp via Av. Antônio Butignoli (SPA 254/300)
- km 255 - Polícia Militar Rodoviária
- km 259,3 - Pedágio Botucatu (Rodovias do Tietê)
- km 266,5 - Bairro Catâneo Ângelo (São Manuel)
- km 269 - Saída para Santa Maria da Serra (55 km), São Pedro (83 km), Piracicaba (117 km) via Rodovia Geraldo de Barros (SP-191)
- km 271 - Acesso a São Manuel (Praça Tonico & Tinoco, Avenida Dr. José Horácio Mellão)
- km 274 A - Saída para São Manuel, Dist. Aparecida de São Manuel; Igaraçu do Tietê (27 km), Barra Bonita (31 km) e Jaú (52 km) via Rod. Dep. João Lázaro de Almeida Prado (SP-255)
- km 274 B - Saída para Pratânia (11 km) e Avaré (56km) via Rodovia João Mellão (SP-255); acesso às rodovias Castello Branco e Raposo Tavares
- km 275 - Acesso a Aparecida de São Manuel (apenas sentido interior)
- km 283 - Acesso a Areiópolis
- km 285 - Pedágio de Areiópolis (Rodovias do Tietê)
- km 290 - Saída para Alfredo Guedes (7 km)
- km 293 - Acesso à Usina Barra Grande (Lençóis Paulista)
- km 299 - Acesso a Lençóis Paulista (Av. João Paulo II)
- km 301 A - Saída para Macatuba (14 km) e Pederneiras (35 km) via Rodovia Osni Mateus (SP-261)
- km 301 B - Acesso a Lençóis Paulista via Rodovia Osni Mateus (SP-261)
- km 303 - acesso à Lwart Lubrificantes
- km 304 - acesso à LEP-080; Distrito Industrial Luiz Trecenti; Jardim das Nações; Jardim Nova Lençóis, Rodoviária Nova (Lençóis Paulista)
- km 311 - Saída para Borebi (12 km) via Rod. Osvaldo Pinheiro de Góes (LEP-357)
- km 314 - Pedágio Agudos (Rodovias do Tietê)
- km 314,5 - Polícia Militar Rodoviária
- km 317,7 - acesso a Ambev (Agudos)
- km 323 - Acesso a Agudos (Av. Richard Freudenberg) e Dexco
- km 326 - Acesso a Agudos (Av. Gov. Carvalho Pinto)
- km 329 - acesso a Kartz Kartódromo (Agudos)
- km 332 - acesso a Recanto dos Nobres (Bauru)
- km 334 - Saída para Avenida Inácio da Conceição Vieira (Bauru)
- km 336 - Fim do trecho sob concessão da Rodovias do Tietê; início do trecho sob concessão da ViaRondon (Bauru)
- km 336 A - (sentido interior) Saída para UNESP, Pederneiras (31 km), Jaú (52 km) e Araraquara (128 km) via Rodovia Cmte. João Ribeiro de Barros (SP-225)
- km 336 B - (sentido interior) Saída para Piratininga (14 km), Paulistânia (46 km), Cabrália Paulista (40 km), Duartina (50 km), Espírito Santo do Turvo (59 km), Santa Cruz do Rio Pardo (89 km), Ipaussu (107 km) e Ourinhos (118 km) via Rodovia Engº João Batista Cabral Rennó (SP-225); acesso às rodovias Castello Branco e Raposo Tavares; acesso a Bauru (Avenida Getúlio Vargas)
- km 338 – saída para Avenida Sérgio Arcângelo, Hospital Estadual, Ceagesp, Unesp e Núcleo Geisel (Bauru)
- km 338,3 – Polícia Militar Rodoviária
- km 339 – Acesso a Bauru (Centro) via Av. Nações Unidas (apenas via Av. Sérgio Arcângelo)
- km 341 – Saída para Avenida Cruzeiro do Sul (apenas pela pista marginal)
- km 342 – Saída para Rodoviária, Shopping Boulevard Nações, Mary Dota (via Av. Nuno de Assis; apenas via marginal)
- km 344 – Saída para Aeroporto (17 km), Arealva (40 km), Iacanga (47 km), Ibitinga (87 km) via Rodovia Cezário José de Castilho (SP-321); acesso a Bauru (Avenida Moussa Nakhl Tobias)
- km 347 – Acesso ao Núcleo Gasparini; saída para Duartina (43 km), Garça (71 km), Marília (103 km), Tupã (180 km), Adamantina (248 km) e Dracena (303 km) via Rodovia Cmte. João Ribeiro de Barros (SP-294)
- km 367 – Pedágio Avaí (ViaRondon)
- km 376 – Acesso a Avaí (6 km) e Reginópolis (35 km) via SPA 376/300
- km 383 – Acesso a Guaricanga (Presidente Alves)
- km 388 – Acesso a Presidente Alves
- km 394 – Polícia Militar Rodoviária
- km 396 – Acesso a Pirajuí
- km 397 – Acesso a Pirajuí, saída para Balbinos (17 km), Reginópolis (26 km) e Iacanga (48 km) via Rodovia Hilário Spuri Jorge (SP-331)
- km 400,8 – Pedágio Pirajuí (ViaRondon)
- km 414 A – saída para Pongaí (29 km), Uru (39 km), Borborema (64 km), Itápolis (94 km) e Ribeirão Preto (207 km) via Rodovia Dona Leonor Mendes de Barros (SP-333); acesso à Rodovia Washington Luís
- km 414 B – acesso a Guarantã, Júlio Mesquita (32 km), Álvaro de Carvalho (41 km) e Marília (64 km) via Rodovia Dona Leonor Mendes de Barros (SP-333)
- km 422, 423 e 425 – Acesso a Cafelândia
- km 442 – acesso a Lins; saída para Sabino via Rodovia David Eid (SP-381)
- km 444 – acesso a Lins (Centro); saída para Getulina (23 km) via BR-153
- km 447 A – saída para Guaiçara (6 km), Ubarana (59 km), José Bonifácio (74 km), Bady Bassitt (102 km), São José do Rio Preto (118 km) e Goiânia (634 km) via BR-153; acesso à Rodovia Washington Luís
- km 447 B – saída para Marília (72 km), Getulina (23 km), Guaimbê (33 km), Jacarezinho (192 km), Santo Antônio da Platina (213 km) e Curitiba (577 km) via BR-153
- km 449 – Acesso a Guaiçara
- km 455 – Pedágio Promissão (ViaRondon)
- km 460 – acesso a Promissão
- km 476 – saída para Avanhandava (9 km)
- km 483 – acesso secundário a Penápolis (4 km) via Estrada do Minério (SPA 483 / PNP 006)
- km 484,5 – Polícia Militar Rodoviária
- km 486 A – saída para Penápolis (5 km) via Rodovia Raul Forchero Casasco (SP-419)
- km 486 B – saída para Alto Alegre (17 km) e Luiziânia (37 km) via Rodovia Raul Forchero Casasco (SP-419)
- km 492 A – saída para Barbosa (29 km), José Bonifácio (69 km) e São José do Rio Preto (113 km) via Rodovia Assis Chateaubriand (SP-425)
- km 492 B – saída para Braúna (21 km), Clementina (38 km), Santópolis do Aguapeí (45 km), Rinópolis (71 km), Parapuã (81 km), Martinópolis (140 km) e Presidente Prudente (161 km) via Rodovia Assis Chateaubriand (SP-425)
- km 497,9 – Pedágio Glicério (ViaRondon)
- km 501 –  acesso a Glicério
- km 509 A – acesso a Coroados
- km 509 B – saída para Braúna (18 km) e Clementina (39 km) via Vicinal Nicola Barbieri
- km 516 A – Acesso a Birigui (Av. Nelson Calixto)
- km 516 B – saída para Clementina (32 km) via Vicinal Antônio Mestriner
- km 520 A – acesso a Birigui (Av. Euclides Miragaia)
- km 520 B – saída para Buritama (38 km) e Votuporanga (113 km) via Rodovia Dep. Roberto Rollemberg (SP-461); acesso às rodovias Feliciano Salles da Cunha (SP-310) e Euclides da Cunha (SP-320)
- km 520 C – saída para Bilac (18 km), Gabriel Monteiro (35 km) via Rodovia Gabriel Melhado (SP-461), Rinópolis (64 km), Parapuã (75 km) e Presidente Prudente (155 km)
- km 530 – acesso a Araçatuba (Av. Brasília, Av. da Saudade)
- km 531 (sentido capital) – acesso a Araçatuba (Av. da Saudade)
- km 532 (sentido interior) – acesso a Araçatuba (Av. Café Filho)
- km 533 – acesso a via marginal (Rua Anhanguera) e Av. Joaquim Pompeu de Toledo (sentido interior); acesso ao Bairro Esplanada (sentido capital)
- km 534 – acesso a via marginal (Rua Alziro Zarur) e Bairro Guanabara (sentido capital)
- km 535 A – saída para Aeroporto, Auriflama (66 km) e Jales (113 km) via Rodovia Dr. Eliéser Montenegro Magalhães (SP-463)
- km 535 B – Saída para Bilac (24 km), Gabriel Monteiro (42 km), Piacatu (50 km), Rinópolis (71 km) e Presidente Prudente (161 km) via Rodovia Dr. Eliéser Montenegro Magalhães (SP-463)
- km 553 – Acesso a Guararapes
- km 560 – Balança
- km 561 – Saída para Rubiácea
- km 562 – Pedágio Rubiácea (ViaRondon)
- km 568,5 – Saída para Bento de Abreu
- km 573 – Acesso a Valparaíso via Penitenciária
- km 575,7 – Polícia Militar Rodoviária
- km 576 – Saída para Valparaíso
- km 590,5 – Pedágio Lavínia (ViaRondon)
- km 594 – Saída para Lavínia
- km 601 – Saída para Mirandópolis
- km 607,5 – Saída para Alianças (Mirandópolis)
- km 616 – Saída para Guaraçaí
- km 621 – Pedágio Guaraçaí
- km 625 – Saída para Murutinga do Sul
- km 631 – Polícia Militar Rodoviária
- km 636 – Acesso a Andradina (Distrito Industrial)
- km 637 – Saída para Pereira Barreto (48 km) e Ilha Solteira (66 km) via Rodovia Gen. Euclides de Oliveira Figueiredo (SP-563)
- km 639 B – Saída para Nova Independência (33 km), Tupi Paulista (62 km), Dracena (78 km), Pres. Venceslau (124 km) e Teodoro Sampaio (204 km) via Rodovia Gen. Euclides de Oliveira Figueiredo (SP-563)
- km 640 – Acesso a Andradina
- km 641 – Acesso a Andradina/Timboré
- km 647 – Saída para Distr. Paranápolis (Andradina)
- km 653 – Saída para Castilho
- km 655,5 – Pedágio Castilho (ViaRondon)
- km 662 – Saída para Itapura (29 km) e Ilha Solteira (50 km) via Rodovia Gerson Dourado de Oliveira (SP-595)
- km 666,3 – Rotatória; acesso a Três Lagoas (14 km) e Campo Grande (MS / 340 km) via BR-262
- km 666,8 – Polícia Militar Rodoviária
- km 667,7 – Ponte sobre o rio Paraná (divisa SP/MS). Fim do trecho sob concessão da ViaRondon. Fim da rodovia.